# Emmanuel Maurel
Pour les articles homonymes, voir Maurel.
Emmanuel Maurel, né le 10 mai 1973 à Épinay-sur-Seine (Seine-Saint-Denis), est un homme politique français, membre fondateur de la Gauche républicaine et socialiste. Il est député européen de 2014 à 2024. Il est élu député dans la troisième circonscription du Val-d'Oise sous la bannière du Nouveau Front populaire en 2024.
Ancien membre du Parti socialiste (PS), il est de 2010 à 2014, vice-président du Conseil régional d'Île-de-France chargé de la formation professionnelle, de l'apprentissage et de l'alternance. 
Secrétaire national du PS à l'université permanente et aux universités d'été du congrès de Reims de 2008 ainsi qu'au congrès de Toulouse de 2012, il est membre du Bureau national du parti et anime le courant Maintenant la gauche, jusqu'à son départ du parti en 2018. Plusieurs politistes qualifient de « maurélienne » la sensibilité qu'il incarne à gauche.

## Biographie

### Études et carrière professionnelle
Ancien élève de l'Institut d'études politiques de Paris (1996, section Service Public), où il a également été chargé d'enseignement vacataire, Emmanuel Maurel est aussi diplômé en lettres modernes et en histoire de l'université Paris-Sorbonne. Il rejoint l'UNEF pendant ses études.

### Élu d'Île-de-France
Emmanuel Maurel adhère au Parti socialiste et à SOS racisme en 1990,. Ses débuts au sein du parti sont marqués par le courant animé par Jean Poperen, socialiste marxiste et réformiste. 
En 2001, lorsque la secrétaire nationale chargée des femmes Michèle Sabban énonce le principe « tout sortant ne se représentant pas sera remplacé par une femme », il lance un appel de protestation avec trois autres jeunes cadres du PS, affirmant que ce principe mettrait à l'écart des responsabilités « les trentenaires socialistes de sexe masculin ».
Secrétaire national du Parti socialiste (chargé de l’organisation des universités permanentes et des universités d’été de La Rochelle) de 2008 à 2012, il est conseiller municipal de Persan (Val-d'Oise) de mars 2001 à mars 2014 et délégué à la communauté de communes du Haut Val-d’Oise de mars 2008 à mars 2014.
Élu conseiller régional de la région Île-de-France en mars 2004, il a été membre des commissions des finances et de l’aménagement du territoire.
À la suite de la disparition de Janine Haddad en 2009, Jean-Paul Huchon lui confie la vice-présidence chargée des Affaires internationales et européennes. À cette responsabilité, il organise notamment le festival francilien de films africains, les journées de l'Île-de-France à Bruxelles, assises régionales de la solidarité internationale, élaboration du plan régional d’aide à Haïti après le séisme de 2010, etc.
Réélu conseiller régional en 2010, Jean-Paul Huchon lui confie cette fois une vice-présidence élargie couvrant la formation professionnelle, l'apprentissage et les formations en alternance,. À partir de juin 2011, il est également chargé de l'emploi. À cette responsabilité, il critique notamment la politique de formation des chômeurs de Nicolas Sarkozy pendant la campagne présidentielle de 2012. À la suite de son élection en tant que député européen, Emmanuel Maurel démissionne de sa vice-présidence le 17 décembre 2014.
Éditorialiste de l'hebdomadaire La Corrèze républicaine et socialiste, il est aussi directeur de publication d’un mensuel politique et culturel Parti pris.
Il est le premier signataire de la motion 3 - Maintenant la gauche pour le congrès de Toulouse d'octobre 2012 du Parti socialiste français, qui arrive en deuxième position lors du vote des militants en atteignant le score de 13,27 %. Il se présente face à Harlem Désir lors de l'élection du Premier secrétaire qui suit et recueille 28 % des voix. Dès lors, il devient l'un des principaux responsables de l'aile gauche du Parti socialiste.

### Député européen
Fin 2013, il figure en deuxième position de la liste PS pour la circonscription Ouest conduite par Isabelle Thomas en vue des élections européennes de 2014, décision qui suscite l'ire de plusieurs députés PS bretons et de la fédération PS de Sarthe, évoquant un « parachutage », faisant valoir que sa carrière politique se déroulait jusque-là en Île-de-France. Le 25 mai, cette liste recueille 15,62 % des suffrages dans la circonscription, permettant son élection au Parlement européen. Il y est membre titulaire de la commission du commerce international et suit notamment à ce titre les négociations de libre-échange engagées autour du Partenariat transatlantique de commerce et d'investissement.
Dès son élection en 2014, Emmanuel Maurel s'engage contre les méga-accords commerciaux qui vont à l'encontre des intérêts des salariés, des consommateurs et du respect de la planète. Il se mobilise également en faveur du protectionnisme solidaire ainsi que pour une fiscalité plus juste. 
Premier signataire de la contribution générale de son courant « Maintenant la gauche » pour le congrès de Poitiers du PS en 2015, il rejoint ensuite la motion B « À gauche pour gagner », conduite par Christian Paul, dont il co-préside le collectif d'animation avec Benoît Hamon.
Lors de la primaire présidentielle socialiste de 2017, il soutient d'abord Marie-Noëlle Lienemann, puis Arnaud Montebourg après le retrait de cette dernière.
Après la victoire de Benoît Hamon à la primaire citoyenne de 2017, il est nommé responsable thématique « Commerce international » de sa campagne présidentielle,.
Le 8 juillet 2017, il intègre la direction collégiale du PS, puis en janvier 2018, il annonce être de nouveau candidat à la direction du PS. La motion dont il est le premier signataire arrive troisième du vote des adhérents, avec 18,8 % des voix.
En octobre 2018, il annonce son départ du PS en compagnie de Marie-Noëlle Lienemann en vue de former un nouveau parti incluant le MRC. Une décision qu'il estime être une « scission ». Ils fondent alors le parti Alternative pour un programme républicain, écologiste et socialiste (APRÉS), en compagnie de 650 élus, cadres et militants socialistes, comme les anciens députés Gaëtan Gorce et Christophe Premat, le maire de la Seyne-sur-Mer Marc Vuillemot ou encore le chercheur Rémi Lefebvre. Emmanuel Maurel quitte également le groupe Alliance progressiste des socialistes et démocrates au Parlement européen au Parlement européen pour celui de la Gauche unitaire européenne/Gauche verte nordique. L'APRÉS devient en février 2019 la Gauche républicaine et socialiste.
Réélu en 2019 pour un second mandat de député européen, sur la liste de la France Insoumise, Emmanuel Maurel est désormais membre des commissions « Commerce international » (INTA), « Affaires Étrangères » (AFET) , « Affaires juridiques » (JURI) et « Culture et Éducation » (CULT). Il est également 1er Vice-Président de la Délégation pour les relations avec les pays du Maghreb et l’Union du Maghreb arabe (DMAG) et membre de la Délégation à l’Assemblée parlementaire de l’Union pour la Méditerranée (DMED).
En tant que membre de la commission du commerce international, Emmanuel Maurel y promeut une conception des échanges commerciaux fondée sur les plus hautes normes sociales et environnementales. Mais aussi sur la protection des entreprises européennes, en particulier la défense des investissements stratégiques et la lutte contre les produits dangereux ainsi que la contrefaçon. Ses positions au sein du Parlement européen sont en opposition radicale avec la globalisation néolibérale, son dumping social, son indifférence aux objectifs climatiques et son cortège de délocalisation. 
Il figure en troisième position sur la liste du Parti communiste français (PCF) conduite par Léon Deffontaines aux élections européennes de 2024. Il perd son siège, la liste n'ayant pas obtenu 5 % des voix.

### Élections législatives de 2024
Aux élections législatives de 2024, il est investi par le Nouveau Front populaire dans la troisième circonscription du Val-d'Oise. Il est élu au second tour des élections avec 62,54 % des voix.

## Mandats
- Député européen (2014-2024)
- Conseiller régional d'Île-de-France (2004-2015)
- Vice-président du conseil régional d'Île-de-France (2009-2014)
- Conseiller municipal de Persan (2001-2014)
- Délégué à la communauté de communes du Haut-Val-d’Oise (2008-2014)

## Ouvrages
- Jean Poperen, une vie à gauche, Graffic, coll. « L'encyclopédie du socialisme », 2005
- Avec Manuel Delamarre, Leçons de droit constitutionnel et d'institutions politiques, Ellipses, coll. « Leçons de droit », 2010
- Contribution à La Souveraineté, l'Europe et le Peuple, Association des amis de Coralie Delaume, Avril 2023, Éditions Michalon, 240 pages,  (ISBN 978-2-347-00248-0)[41]